# Костенко Анатолій Олександрович
Анатолій Олександрович Костенко (нар. 29 березня 1920, Іванівка — пом. 23 лютого 1996, Дніпропетровськ) — український живописець; член Спілки художників України з 1963 року. Чоловік графіка Вікторії Костенко.

## Біографія
Народився 29 березня 1920 року в селі Іванівці (тепер смт Херсонської області, Україна). Брав участьу німецько-радянській війні. Нагороджений орденом Вітчизняної війни 2 ступеня (6 квітня 1985). У 1946—1950 роках навчався у Харківському художньому інституті (викладачі Єфрем Світличний, Олексій Кокель, Борис Косарєв, Йосип Дайц).
У 1951–1992 роках працював на Дніпропропетровському художньо-виробничому комбінаті. Учасник обласних (з 1952 року) та всеукраїнських (з 1960 року) мистецьких виставок. Персональна — у Дніпропетровську у 1972 році.
Жив в Дніпропетровську в будинку на проспекті Пушкіна, № 61, квартира № 7. Помер в Дніпропетровську 23 лютого 1996 року.

## Творчість
Працював в галузі станкового живопису. Твори:
- «Повінь на Дніпрі» (1960);
- «У дяка на навчанні» (1961, у співавторстві з Комунаром Беркутою);
- «На Дніпрі» (1963);
- «Перший сніг» (1967);
- «Велика вода» (1968);
- «Літо» (1968);
- «Седнів» (1969);
- «Сільський мотив» (1972);
- «Теплий вечір» (1976);
- «Патруль на Дніпрі» (1977);
- «Шлях до моря» (1979);
- «Старий Крим» (1983);
- «Весняний ранок» (1983);
- «9 травня» (1984);
- «Весна у Гурзуфі» (1985);
- «Коли на землі мир» (1985);
- «На Дніпрі» (1992);
- «Золота осінь» (1994).

Твори художника зберігаються в Дніпровському художньому музеї, Канівському музеї-заповіднику в інших державних і приватних колекціях в Україні та за кордоном.